# Modern Magyar Könyvtár
A Modern Magyar Könyvtár egy magyar szépirodalmi könyvsorozat volt a 20. század elején. Az 1910-es években a Singer és Wolfner Irodalmi Intézet Rt. gondozásában Budapesten megjelent, szürke borítójú, gerincdíszes kötetek korabeli írók szépirodalmi műveit bocsátották a nagyközönség részére. Kötetei a következők voltak: 
- Balla Ignác: Kámeák
- Bársony István: A boszorkány
- Bársony István: A szabad ég alatt (1910)
- Bársony István: Dinamit
- Bársony István: Négyszem közt
- Bársony István: Tréfás történetek
- Berczik Árpád: Hogy született a szerelem
- Biró Lajos: A fekete ostor és más novellák
- Biró Lajos: Kunszállási emberek
- Bródy Sándor: Imre herceg
- Bródy Sándor: Jegyzetek a szerelemről
- Bródy Sándor: Komédia (1911)
- Buday Barna: Derült égbolt alatt/Márkus László: Attila
- D. Lengyel Laura: Máb királyné
- Erdős Renée: Az asszony meg a párja
- Farkas Pál: Az utolsó menuett és más elbeszélések
- Gagyhy Dénes: Vetélytársak
- Gárdonyi Géza: Két katica-bogár (1906)
- Heltai Jenő: Family-hotel
- Heltai Jenő: Scherzo
- Heltai Jenő: Szines kövek
- Herczeg Ferenc: Mutamur
- Herczeg Ferenc: Simon Zsuzsa
- Herczeg Ferenc: A gyurkovics lányok
- Hevesi József: Hazai rög
- Kálnoki Izidor: Az ördög bibliája: egy kártyakirály tanitásai
- Kálnoki Izidor: Igen czenczi
- Kálnoki Izidor: Veronkáék szerencséje
- Kanizsay Ferenc: A cserebogár
- Krúdy Gyula: A podolini takácsnő
- Krúdy Gyula: Francia kastély
- Lovik Károly: A préda
- Lovik Károly: Az arany polgár
- Lovik Károly: Barátságos ház (1911)
- Lovik Károly: Okosok és bolondok
- Lovik Károly: Őszi rózsa
- Lőrinczy György: A rétek lelke
- Lőrinczy György: A verdibáli nász
- Lőrinczy György: Utitársaim
- Malonyay Dezső: Az öreg méltósága: egy pesti gavallér története
- Malonyay Dezső: Polgártársak
- Martimus: A nagy háboru
- Móricz Pál: Régi magyar élet
- Nagy Endre: A Geődhyek
- Pálmay Ilka: Emlékirataim
- Pekár Gyula: A kölcsönkért kastély és egyéb elbeszélések
- Pekár Gyula: Szerechenek összeesküvése és egyéb elbeszélések
- Pekár Gyula: Vitézi románcok (1907)
- Szederkényi Anna: Van ilyen asszony is
- Szikra: A hét szilvafa árnyában (1909)
- Szomaházy István: Kétszivü pethő
- Szomaházy István: Mesék az irógépről
- Szomaházy István: Páratlan szerdák
- Tábori Róbert: Az után
- Tábori Róbert: Beszédes Kalára
- Tábori Róbert: Kétféle igazság
- Tömörkény István: Bazsarózsák
- Tömörkény István: Förgeteg János mint közerő s más elbeszélések
- Tömörkény István: Gerendás szobákból
- Tömörkény István: Napos tájak
- Váradi Antal: Emlékeim